# São Gonçalo do Piauí
São Gonçalo do Piauí est une municipalité brésilienne située dans l'État du Piauí.